# Bourg-Argental

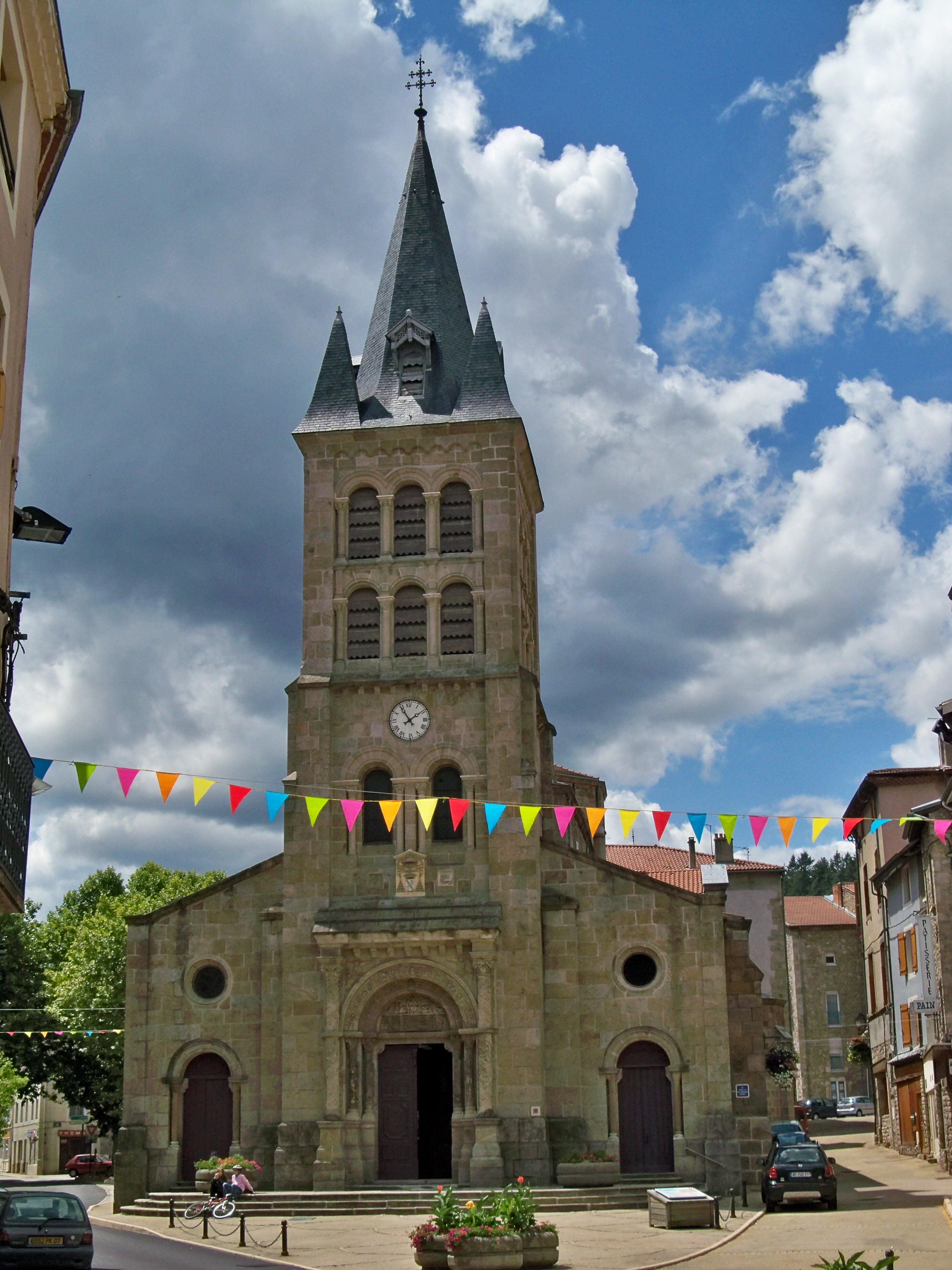
Kościół w Bourg-Argental, 2011

Bourg-Argental – miejscowość i gmina we Francji, w regionie Owernia-Rodan-Alpy, w departamencie Loara.
Według danych na rok 1990 gminę zamieszkiwało 2 877 osób, a gęstość zaludnienia wynosiła 143 os./km² (wśród 2880 gmin regionu Rodan-Alpy Bourg-Argental plasuje się na 309. miejscu pod względem liczby ludności, natomiast pod względem powierzchni na miejscu 499.).